# Carol Arruda
Ana Carolina Bruniera Arruda, ou simplesmente Carol Arruda (São Paulo, 12 de dezembro de 1984) é uma futebolista brasileira que atua como zagueira. Atualmente, joga no Maccabi Kiryat Gat.

## Carreira

### Início
Nascida na Zona Norte em São Paulo, Carol jogava futebol no condomínio onde morava, aos 13 anos fez uma peneira no Corinthians, porém por ser muito não teve oportunidade de ingressar na equipe. Por isso, passou a fazer escolinha no Clube Guapira.

### Clubes

#### Santos
Nascida em São Paulo, Carol iniciou sua carreira nas categorias de base do Santos. Em 2008, estreou profissionalmente pelas Sereias da Vila.
Pelo clube é multicampeão, tendo conquistado o Torneio Internacional Interclubes de 2011, as Copas Libertadores da América de 2009 e 2010, os Campeonatos Paulistas de 2010 e 2011, a Liga Paulista de 2009, além dos Jogos Regionais de 2008 e 2011, e Jogos Abertos do Interior de 2010 e 2011.

#### Caso Flamengo
Após longa passagem pelas Sereias, Carol assinou Flamengo, o Rubro-Negro assumiria a equipe feminina do Peixe, que alegava desmonte da equipe feminina para manter Neymar na equipe por mais algum tempo, embora o mesmo oferecera ajuda para manter a equipe. Porém o Fla não mandou um representante à corte arbitral e o clube não se inscreveu para o Campeonato Carioca, ficando fora da competição.

#### Bangu
Devido ao descaso da diretoria flamenguista com o futebol feminino, as jogadoras e a comissão técnica foi absorvida por outros clubes. A maior parte das jogadoras ex-Santos foi contratada pelo Bangu do Rio de Janeiro, Carol esteve entre elas.

#### Vitória das Tabocas
Em 2013, após o Santos Futebol Clube encerrar o futebol feminino por falta de patrocínio, Carol transferiu-se para Vitória das Tabocas de Pernambuco junto com a sua parceira de clube e ex-Sereia Sandrinha.

#### Rio Preto
Carol também teve uma breve passagem pelo time do Rio Preto, pelo qual jogou a Copa do Brasil de 2014. Também em companhia de Sandrinha.[carece de fontes?]

#### Retorno ao Santos
Em 2015, como o retorno das Sereias da Vila, a zagueira voltou à equipe. Em seu retorno conquistou o Campeonato Brasileiro de 2017 e o Campeonato Paulista de 2018. Permaneceu na equipe por mais 4 anos, em sua despedida, ao lado de Sandrinha que também deixava o clube, recebeu uma placa do clube em homenagem à sua carreira na equipe.

#### Maccabi Kiryat Gat
Após longa história pelo clube da Baixada Santista, Carol Arruda com transferiu-se para o Maccabi Kiryat Gat de Israel em novembro de 2019, novamente Sandrinha também foi contratada junto com Carol. Na equipe conquistou três campeonatos nacionais, os Campeonato Israelense de 2020–21, 2021–22 e 2022–23.

### Seleção brasileira
Em 17 de março de 2010, Carol Arruda foi convocada pela primeira vez pelo técnico Kleiton Lima para defender a Seleção Brasileira de Futebol Feminino.

## Vida pessoal
Carol é formada em Fisioterapia pela Universidade Sant'Anna.

## Títulos

### Santos
- Torneio Internacional: 2011
- Copas Libertadores da América: 2009 e 2010
- Campeonato Brasileiro: 2017
- Campeonatos Paulistas: 2010, 2011 e 2018
- Liga Paulista: 2009
- Jogos Regionais: 2008 e 2011
- Jogos Abertos do Interior: 2010 e 2011

### Maccabi Kiryat Gat
- Campeonato Israelense: 2020–21, 2021–22 e 2022–23

### Campanhas de destaque

#### Santos
- Vice-campeã da Copa Libertadores: 2018
- Vice-campeã do Campeonato Brasileiro: 2018